# Bachdenkmal

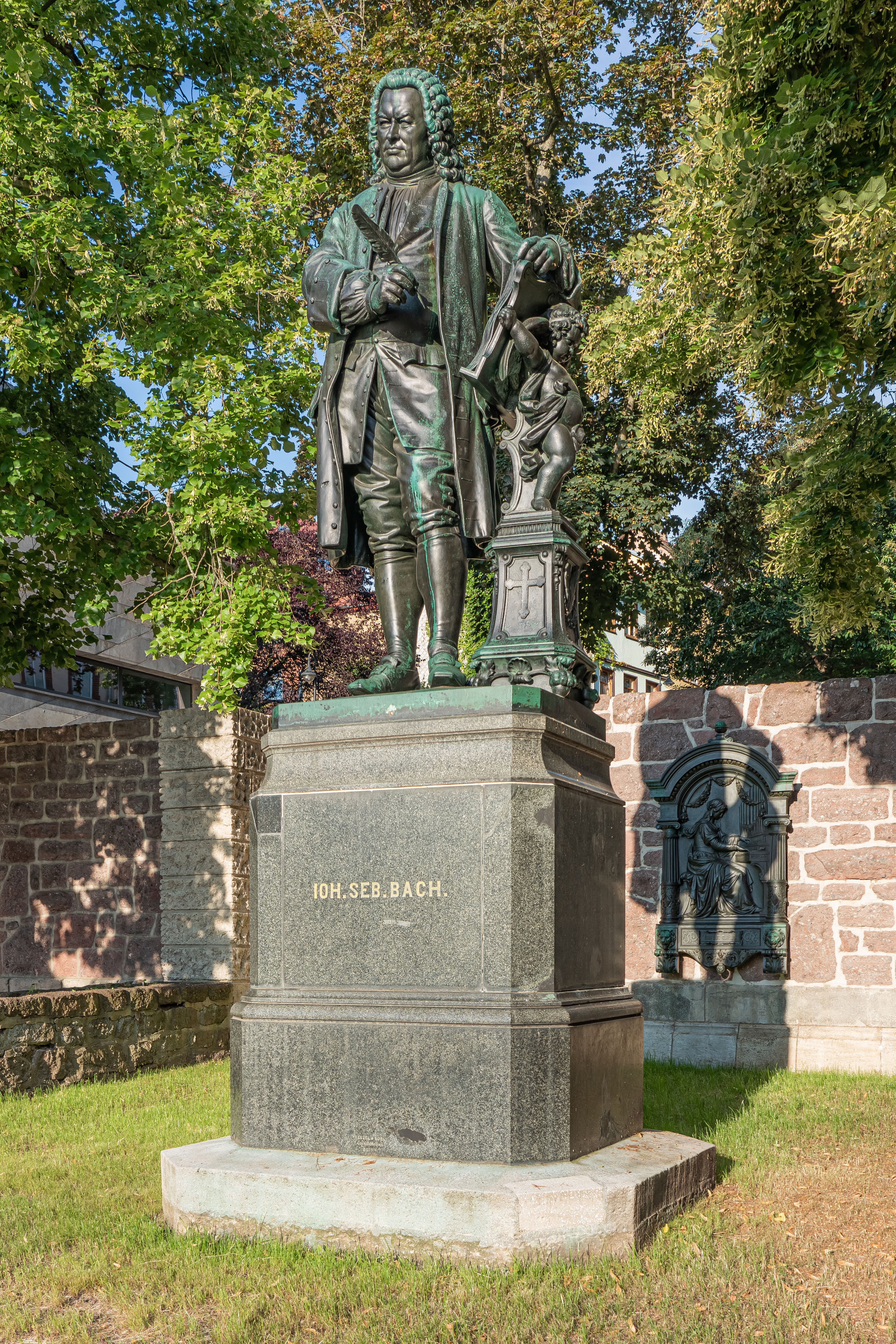
Das Bach-Denkmal in Bachs Geburtsstadt Eisenach

Bachdenkmale wurden, vor allem ab dem 19. Jahrhundert und im deutschsprachigen Raum, zu Ehren des Komponisten Johann Sebastian Bach errichtet.

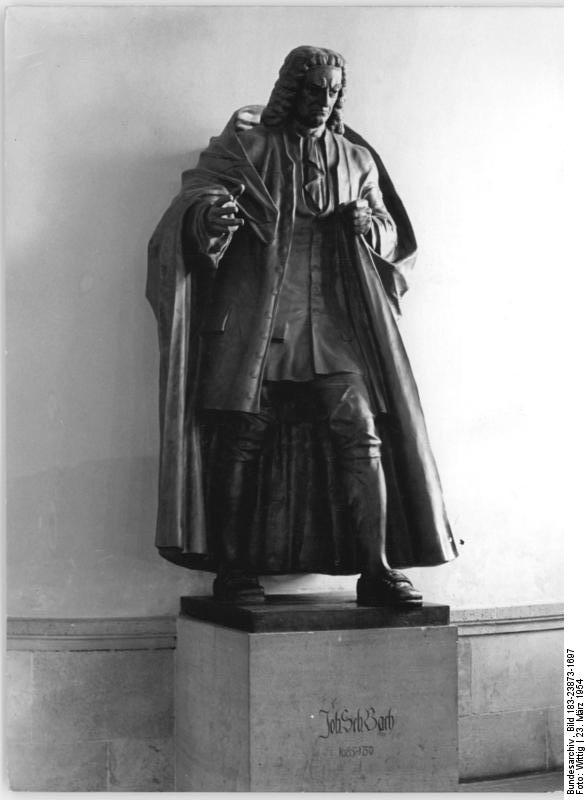
Paul Birr: Bach-Denkmal, Georgenkirche Eisenach

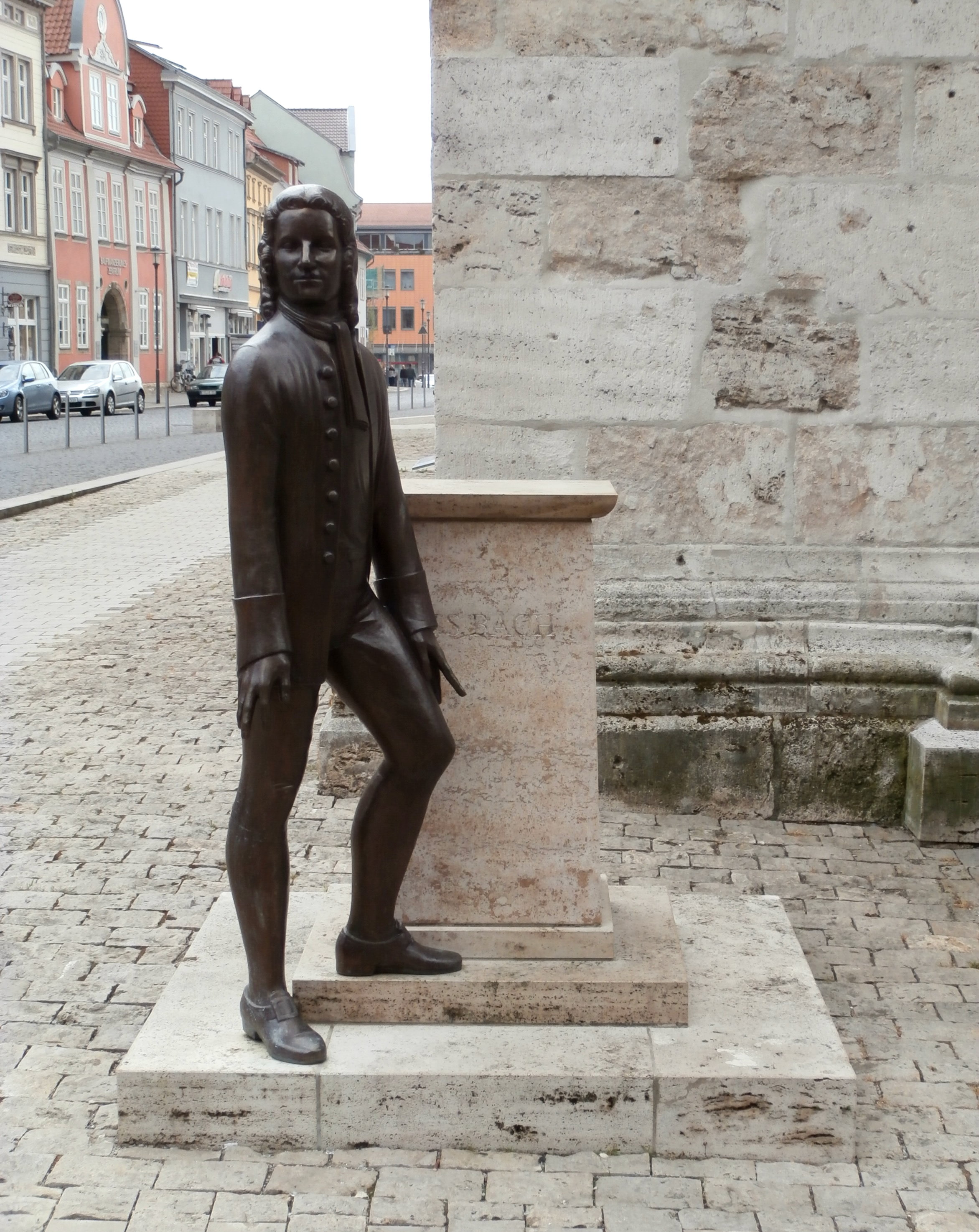
Bach-Denkmal in Mühlhausen

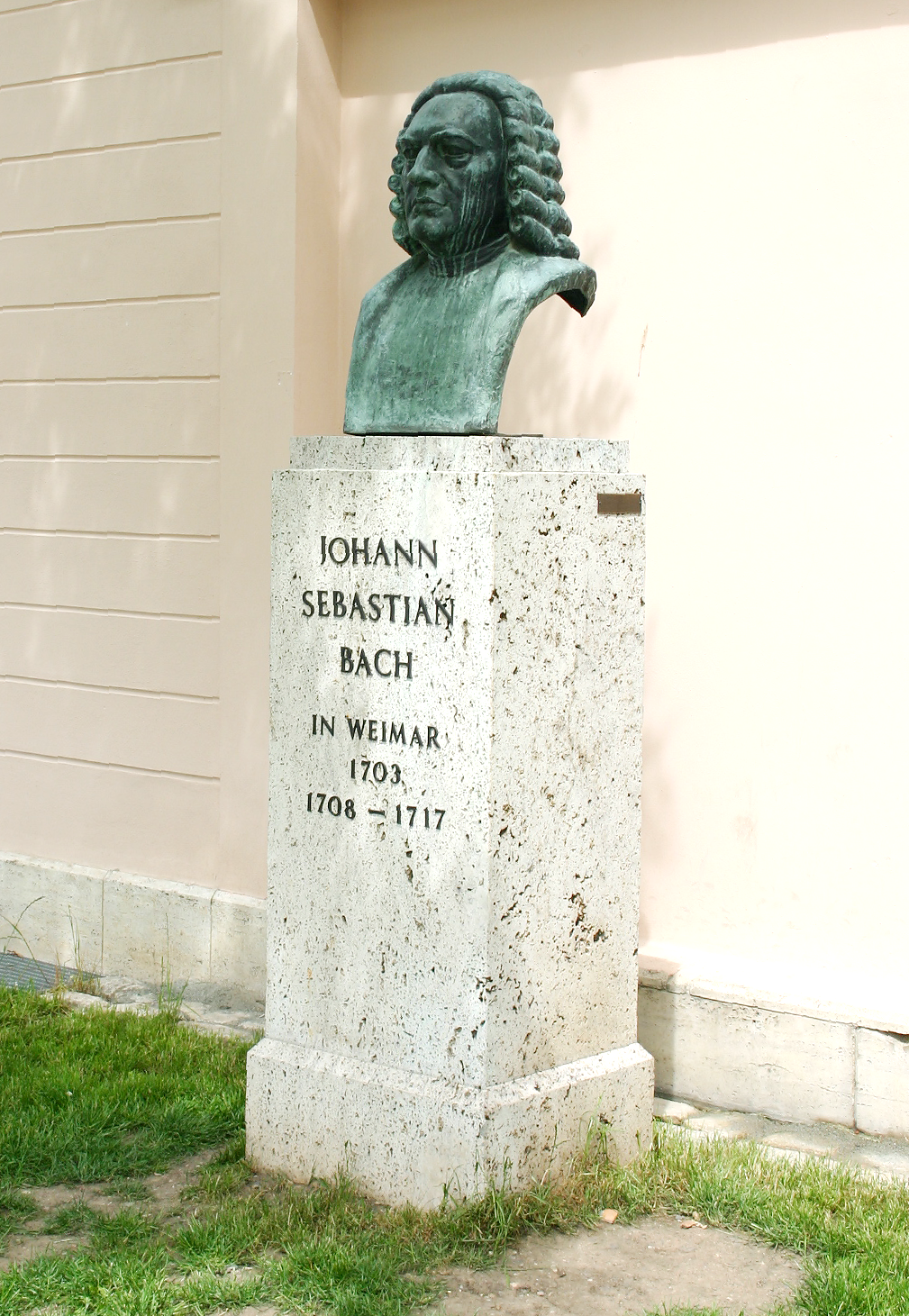
Bachdenkmal in Weimar

## Bekannte Bachdenkmale
- Bachdenkmal am Bachhaus in Eisenach, 1884 von Adolf von Donndorf entworfen und von Hermann Heinrich Howaldt ausgeführt
- Bachdenkmal in der Georgenkirche Eisenach von Paul Birr (1889–1945), 1939
- Bachdenkmal von Bernd Göbel auf dem Marktplatz in Arnstadt aus dem Jahr 1985
- Bachdenkmal am Johann-Sebastian-Bach-Platz in Mühlhausen, nordwestlich der Divi-Blasii-Kirche, am 9. August 2009 enthüllt
- Bach-Denkmal in Köthen vor dem Bachhaus Köthen von 1885
- Altes Bach-Denkmal in Leipzig von 1843 nahe der Thomaskirche; gilt als weltweit ältestes Bach-Denkmal
- Neues Bach-Denkmal in Leipzig auf dem Thomaskirchhof aus dem Jahr 1908
- Bachdenkmal in Weimar, jetzt am Platz der Demokratie, zuvor mehrere Standortwechsel seit der Enthüllung im Jahr 1950

## Ehemalige Bachdenkmale
- Nebenbüste zu dem zentralen Standbild für Friedrich den Großen in der Denkmalgruppe 28 der ehemaligen Berliner Siegesallee von Joseph Uphues, enthüllt am 26. August 1899; heute verschollen.